# Уэлш, Лора
Лора Уэлш (англ. Laura Welsh) — британская инди-поп-певица и автор песен из Стаффордшира.

## Биография
В конце 2000-х Лора Уэлш была вокалисткой группы Laura & the Tears, с которой выпустила один EP «Love Live On!» в 2009 году. После распада группы певица переехала в Лондон и начала сольную карьеру (сперва под сценическим именем Hey Laura, а затем под собственным именем, Laura Welsh). Работая с Эмилем Хейни и Девом Хайнсом, она выпустила несколько синглов в 2013 году на лейбле Outsiders/Polydor Records. В 2014 году Уэлш выступала на разогреве у Элли Голдинг и London Grammar, а также записала вокал для песни «Here for You» электронного дуэта Gorgon City, которая попала в британские хит-парады. В 2014 году в Америке её EP Laura Welsh занял 23 место в чарте Billboard Heatseekers, а в 2015 году сингл Undiscovered, прозвучавший в фильме «Пятьдесят оттенков серого», занял 38-ю позицию в хит-параде Rock Songs.
Дебютный сольный альбом «Soft Control» вышел в марте 2015 года.

## Дискография
- Laura Welsh EP (Polydor Records, 2014)
- Soft Control (Polydor Records, 2015)
- See Red EP (TwentyTwoSeven Recordings, 2016)